# Ecos de amor
«Ecos de amor» es una canción interpretada por el dúo mexicano Jesse & Joy, incluida en su cuarto álbum de estudio, Un besito más (2015). La compañía discográfica Warner Music México la lanzó como el primer sencillo del álbum en agosto del 2015.
La Asociación Mexicana de Productores de Fonogramas y Videogramas (AMPROFON) la certificó con disco de oro por sus altas ventas en México.al igual que lo fue con la canción 'Espacio sideral' del año 2006.

## Vídeo musical

### Filmación
El vídeo fue grabado en México y dirigido por Samuel Bayer, obtuvo en un principio más 370 mil vistas desde que salió en YouTube el día viernes 21 de agosto del 2015 (una semana después de haberse lanzado).

### Trama
Durante toda la trama del vídeo se muestra en cámara blanco y negro en lo que parece que están dentro de un escenario de teatro.

## Promoción
La cantaron en el álbum en vivo Un Besito Más Tour al igual que las demás canciones del mismo álbum y otras canciones más de sus anteriores discos dentro de esta gira musical.

### Versión en inglés
Una versión en inglés fue grabada por los mismos Jesse & Joy titulada Echoes of love, para su álbum bilingüe Jesse & Joy en el año 2017.

## Lista de canciones

### Descarga digital[10]
| Ecos de amor — Single |                |          |  |
| N.º                   | Título         | Duración |  |
| 1.                    | «Ecos de amor» | 3:35     |  |

## Posicionamiento en listas
| País           | Chart     | Lista                  | Mejor posición |
| 2015           | 2015      | 2015                   | 2015           |
| -------------- | --------- | ---------------------- | -------------- |
| Estados Unidos | Billboard | Hot Latin Songs        | 30             |
| Estados Unidos | Billboard | Latin Pop Airplay      | 11             |
| México         | Billboard | Mexico Airplay         | 2              |
| México         | Billboard | Mexico Espanol Airplay | 1              |

## Certificaciones
| País   | Organismo certificador | Certificaciones | Simbolización | Ref.  |
| ------ | ---------------------- | --------------- | ------------- | ----- |
| México | AMPROFON               | Oro             | ●             | [ 4 ] |